# Szabó József (építőmester)
Szabó József (Kecskemét, 1861. november 18.  – Budapest, 1933. május 25.) magyar építőmester.

## Életpályája
A középiskola után Budapestre ment. Pesten beíratkozott az Állami Felső Építőipar-iskolába. 1881-től különböző híres építészek – Ybl Miklós, Lechner Ödön, Rappant Vilmos – irodájában dolgozott. 1884–1888 között a budapesti nagy alsó Duna-szabályozásban vett részt. 1888-ban a Hatvan-Szerencs közötti vágányi építette meg. 1897-től bizottsági tag volt. 1897-től városrendészeti, szabályozási, építési és fejlesztési ügyekkel foglalkozott.
Szentmihálypusztán/Pusztaszentmihályon legalább 40 lakó- és középület megépítője volt.

## Magánélete
Szülei Szabó Károly és Polyák Magdolna voltak. 1887-ben házasságot kötött Kovács Juliannával.
Sírja a Farkasréti temetőben található.

## Emlékezete
2011-ben Rákosszentmihályon gesztenyefát ültettek tiszteletére.

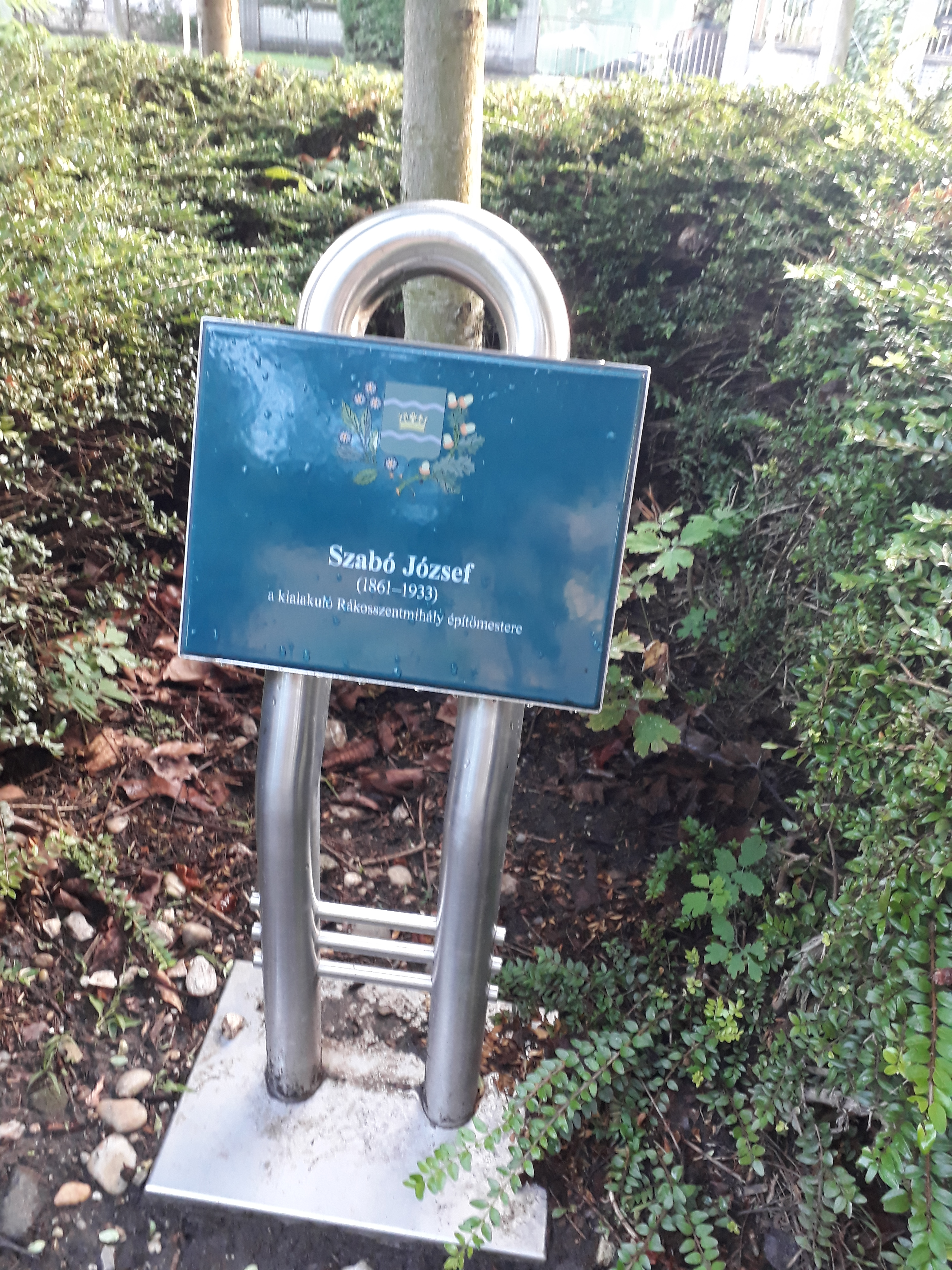
Egyike a Lantos Antal és Széman Richárd, kerületi helytörténészek által összeállított 56 XVI. kerületi nevezetes személynek, akiknek emléktáblás gesztenyefát ültettek 2011-ben.